# Aphalara dentata
Aphalara dentata är en insektsart som beskrevs av Caldwell 1937. Aphalara dentata ingår i släktet Aphalara och familjen rundbladloppor. Inga underarter finns listade i Catalogue of Life.